# Magnetický štítek

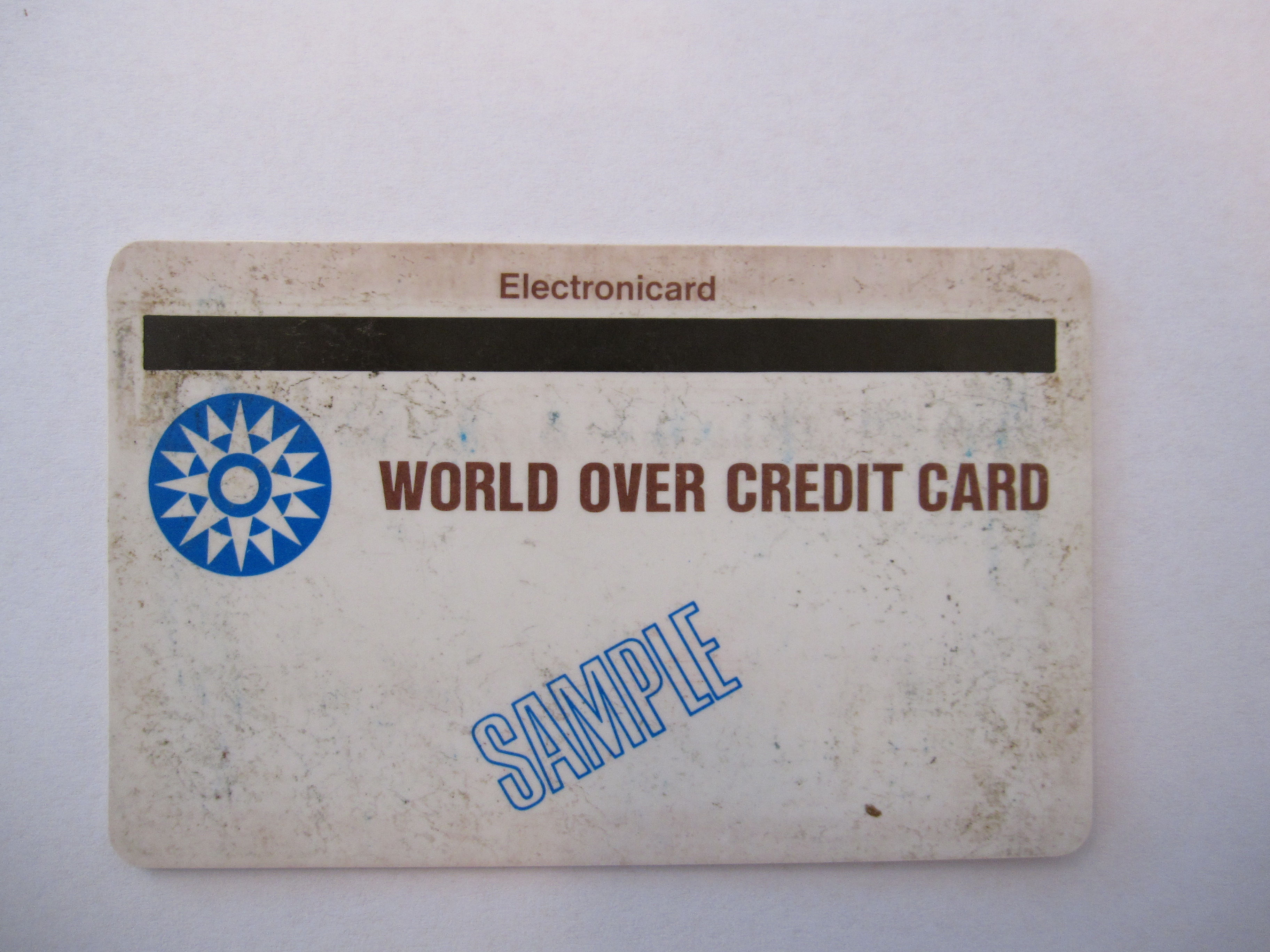
Přední strana první plastové kreditní karty s magnetickým proužkem. Proužek byl užší než u později používaných karet a byl umístěn na přední straně.

Magnetický štítek je médium pro ukládání malého množství dat tvořené plastovou nebo papírovou kartičkou s nanesenou magnetickou vrstvou pracující podobným způsobem jako magnetická páska.
Magnetický proužek je součástí mnoha platebních karet. Mezinárodní organizace pro normalizaci (ISO) vytvořila množství standardů ISO/IEC 7810, ISO/IEC 7811, ISO/IEC 7812, ISO/IEC 7813, ISO 8583 a ISO/IEC 4909, které definují fyzické vlastnosti karet, včetně velikosti, mechanických vlastností, umístění magnetického proužku, magnetických charakteristik a formátů dat. Poskytují také standardy pro finanční karty, včetně přidělování číselných rozsahů karet různým institucím vydávajícím karty.
Ve druhé polovině 20. století se magnetické štítky používaly jako paměťové médium pro některé kalkulačky, např. TI-59.
Osobní doklady v některých zemích jsou vybaveny magnetickým proužkem.
Dalším použitím magnetických karet je evidování a řízení přístupu do obchodních prostor nebo pro elektronické platby.
V mnoha použitích jsou magnetické karty doplňovány nebo nahrazovány použitím čipových karet nebo RFID čipů.